# Dégel cubain

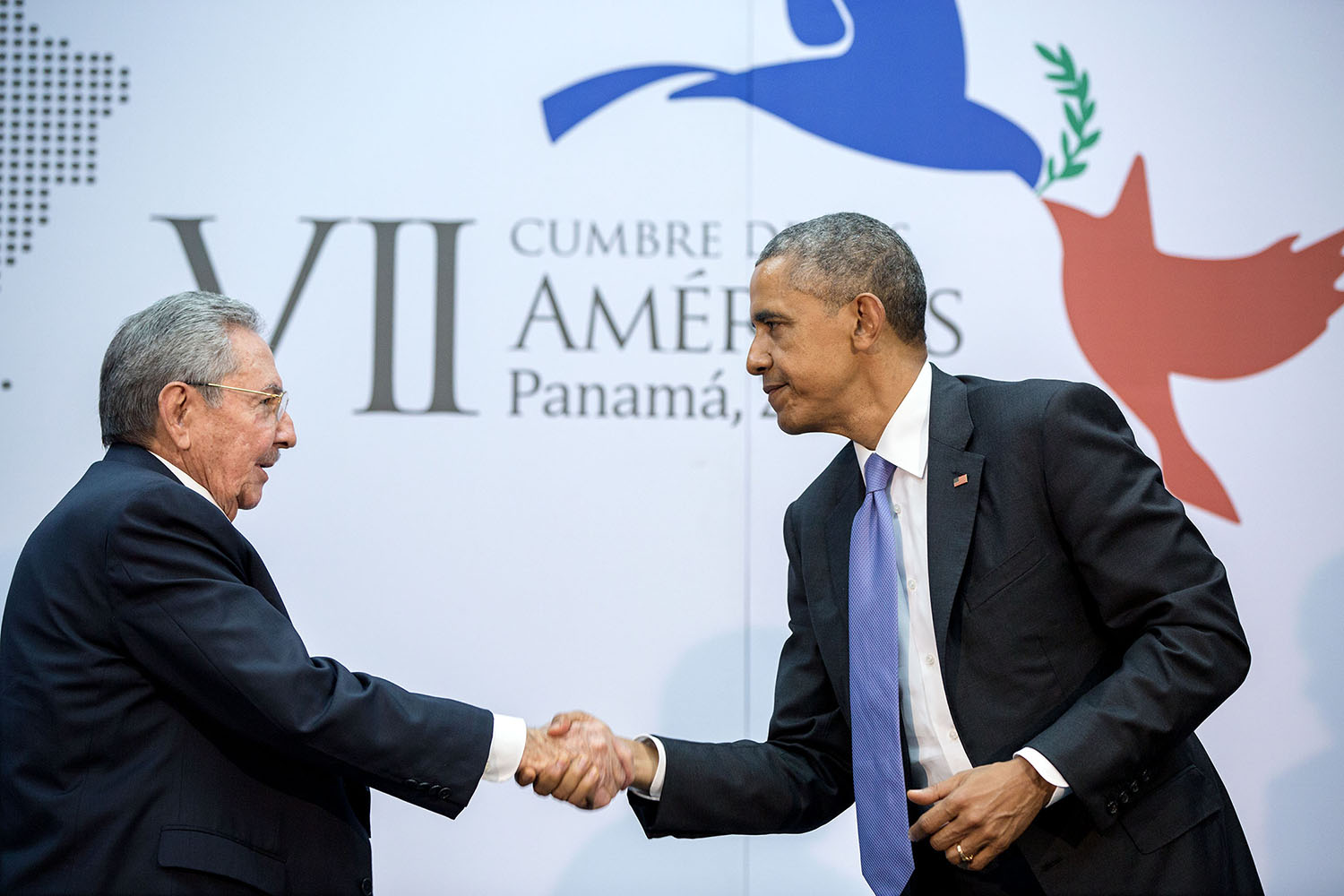
Poignée de main entre le président des États-Unis, Barack Obama, et le président cubain Raúl Castro pendant le Sommet des Amériques à Panama en avril 2015.

Le dégel cubain est le processus de normalisation des relations entre Cuba et les États-Unis qui s'est opéré entre 2014 et 2015, après 54 ans d'absences ou de mauvaises relations diplomatiques entre les deux pays. 

## Histoire
Entre juin 2013 et novembre 2014, des délégations des États-Unis et de Cuba se rencontrent à de nombreuses reprises, dans le plus grand secret. La plupart de ces entrevues ont lieu au Canada. Le Vatican et le pape François jouent alors un rôle important dans ce dégel, en aidant à faciliter la normalisation des relations diplomatiques entre les deux pays.  
En décembre 2014, un échange de prisonniers est effectué, permettant de libérer notamment Alan Gross.
En avril 2015, les États-Unis annoncent le début de la procédure pour retirer Cuba de la liste États soutenant le terrorisme dressée par le département d'État des États-Unis, suppression qui est effective 45 jours après, si le Sénat ou la Chambre des représentants ne s'y oppose pas. Ainsi le 29 mai 2015, Cuba n'est plus considéré comme un État soutenant le terrorisme par les États-Unis.
Dans le même temps, les sanctions économiques imposées à Cuba depuis 1962 sont fortement allégées par l’administration Obama.
En juillet 2015, la section d’intérêts des États-Unis à Cuba et la section d’intérêts de Cuba aux États-Unis retrouvent leur statut d'ambassade.